# Lara Croft and the Guardian of Light
Lara Croft and the Guardian of Light  (în traducere neoficială Lara Croft și Gardianul Luminii) este un videojoc produs de Crystal Dynamics și publicat de Square Enix lansat în 2010. Pentru prima oară în serie jocul nu mai poartă numele de Tomb Raider, facând totuși parte din seria Tomb Raider ca spin-off. Jocul poate fi cumpărat doar prin download de pe internet (de menționat că nu este al nouălea joc din serie, ci doar un joc secundar al seriei). Este disponibil pentru Microsoft Windows, PlayStation Network și Xbox Live Marketplace.

## Modul de joc
Este o abatere de la seria normală fiind un joc inspirat de cele de tip arcade cu vedere izometrică, păstrând genul de acțiune al jocurilor principale din serie. Jocul poate fi jucat cu un singur jucător, dar oricând un al doilea jucător se poate alătura online sau pe același calculator ori consolă.